# Makkal Kural
Makkal Kural is een Tamil-dagblad, uitgegeven in India. De krant werd in 1973 opgericht door M. Shanmugavel. De avondkrant kreeg bekendheid door haar stevige kritiek op de toen heersende partij Dravida Munnetra Kazhagam. De steun voor het dagblad van de door M.G. Ramachandran geleide All India Anna Dravida Munnetra Kazhagam leidde ertoe dat het blad overal in Tamil Nadu populair werd. In 1995 werd de zusterkrant The Trinity Mirror opgericht.